# 张炳熹
张炳熹（1919年6月12日—2000年7月17日），中国矿床地质学家。

## 生平
生于北京，籍贯河南新旗。1940年毕业于北京大学地质系。1948年和1950年获美国哈佛大学硕士学位和博士学位。1980年当选为中国科学院学部委员(院士)。曾任国土资源部科学技术高级咨询中心主任、高级工程师。1984年、1992年连续两届任国际地质科学联合会副主席。